# 黃斑擬花鮨
黃斑擬花鮨（学名：Pseudanthias xanthomaculatus），又稱黃斑擬花鱸，為輻鰭魚綱鱸形目鱸亞目鮨科的其中一種，分布於中西太平洋的新喀里多尼亞海域，棲息深度可達200公尺，體長可達7.7公分，為底棲性魚類，屬肉食性，生活習性不明。
其种加词“xanthomaculatus”意为“有黄色斑的”。